# ベネゼット郡区 (アイオワ州バトラー郡)
ベネゼット郡区は、アメリカ合衆国、アイオワ州、バトラー郡にある16の郡区の一つである。2000年の国勢調査で、人口は317人だった。

## 地理
ベネゼット郡区は、95.5平方キロメートル（36.87平方マイル)で、Aredaleが含まれる。